# ラジオ教育研究所
ラジオ教育研究所（ラジオきょういくけんきゅうじょ）は、文部省指定通信教育第1号の通信教育機関である。

## 概要
無線従事者教育協会（1961年文部大臣認可、1999年11月解散）と共に、アマチュア無線技士養成通信教育講座で知られた。
太平洋戦争終結後、国内の電器産業が未発達な時期、多くの国民が「ラジオ放送」という文化を求めていたがメーカー製の受信機は高価でもあったのでパーツキットを買って組み立てるか一つ一つ部品を買い集めて組み立ていた。ラジオ教育研究所はこの作業に当たる者の技術力向上を目的に通商産業省が認定し電波技術協会が実施していた「ラジオ受信機修理技術者」検定試験の受験希望者を対象にして設立された。
1948年2月には文部省指定通信教育第1号に認定され、講座は「ラジオ工学講座第1部」と、より専門的な「第2部」とからなり年間数万名が受講する講座となった。
これが後に創設されるユーキャンの原型になった。

## 歴代理事長
1. 本間晴（日本通信教育協会理事）
2. 伊藤日出登（文部事務次官、学徒援護会理事長）
3. 久保田藤麿（衆議院議員、参議院議員)

## その他の理事
1953年発行の講座修了証書の記載によると、星合正治、高木昇、溝上銈が理事となっていた。